# Liste der Kulturdenkmale in Magdeburg-Industriehafen
In der Liste der Kulturdenkmale in Magdeburg-Industriehafen sind alle Kulturdenkmale des zur Stadt Magdeburg gehörenden Stadtteils Industriehafen aufgelistet. Grundlage ist das Denkmalverzeichnis des Landes Sachsen-Anhalt, das auf Basis des Denkmalschutzgesetzes vom 21. Oktober 1991 erstellt  und seither laufend ergänzt wurde (Stand: 31. Dezember 2022).

## Kulturdenkmale
| Lage | Bezeichnung                                     | Beschreibung | Erfassungs- nummer | Ausweisungsart               | Bild                                            |
| --- | ----------------------------------------------- | --- | ------------------ | ---------------------------- | ----------------------------------------------- |
| Industriestraße 7 (Karte) | Sägewerk der Firma Hermann Schubert – Bockwa AG | Das Sägewerk wurde ab 1923 für die Firma Hermann Schubert – Bockwa AG errichtet. Der dreigeschossige Verwaltungsbau im Stil des Neuen Bauens hat ein Satteldach. Zum Sägewerk gehören weitere Gebäude, eine offene Lagerhalle und ein Holzlagerschuppen. Im Hof eines um 1940 weiter nördlich errichteten Gebäudetrakts befindet sich ein Löschwasserteich, der auch als Freibad genutzt wurde.                          | 094 70979          | Baudenkmal                   | Sägewerk der Firma Hermann Schubert – Bockwa AG |
| Industriestraße 11 (Karte) | Waffen- und Munitionsfabrik G. C. Dornheim      | Fabrik, Die Fabrikanlage der ehemaligen Waffen- und Munitionsfabrik G. C. Dornheim wurde 1911/1912 als Zweigwerk errichtet. Das Verwaltungsgebäude hat drei Geschosse, daran schließt sich ein zweigeschossiges Produktionsgebäude an. Zwischen den Gebäuden befindet sich ein Gießturm für Schrot, der eine Höhe von 43,5 Metern hat. Auf dem Turm sind die Initialen der Firma und das Baujahr zu sehen: „G C D 1912“. | 094 06271          | Baudenkmal                   | Waffen- und Munitionsfabrik G. C. Dornheim      |
| Klosterkamp 1 (Karte) | Maschinenfabrik A. W. Mackensen                 | Fabrik, Die Firma A. W. Mackensen wurde hier in Magdeburg im Jahr 1916 angesiedelt, sie stellte Förderanlagen für Rohstoffe her. Die Fabrikanlage wurde 1916 vom Architekten Edmund Körner geplant und erst nach Ende des Ersten Weltkriegs fertiggestellt. Das Gebäude ist dreigeschossig mit teilweise ausgebautem Mansarddach in roten Klinkern ausgeführt.                                                           | 094 80270          | Baudenkmal                   | Maschinenfabrik A. W. Mackensen                 |
| Klosterkamp 4 (Karte) | Konsum-Mühle                                    | Das Mühlenwerk wurde 1925–1927 für die Großeinkaufs-Gesellschaft Deutscher Consumvereine (GEG) erbaut. Die Anlage besteht aus Getreidesilos, einer fünfstöckigen Mühle und einem Mehlspeicher, weitere Gebäude dienten für Verwaltung, Sozialwesen und Werkstatt. Die Gebäude sind Klinkerbauten im Stil des Neuen Bauens und wurden vom Baubüro der GEG in Hamburg unter Leitung des Architekten Hanke geplant.         | 094 06273          | Baudenkmal                   | Weitere Bilder                                  |
| Saalestraße, (alt: Wittenberger Straße 17, Theodor-Kozlowski-Straße) nördlich der Altstadt im nördlichen Teil des Handelshafens (Karte) | Ringlokschuppen mit Drehscheibe                 | Lokschuppen Halbrundlokschuppen mit Drehscheibe aus dem Jahr 1914, Teil des historischen Hafenensembels, als Teilobjekt des Handelshafens Magdeburg geführt. In der Vergangenheit wohl auch unter der Nummer 094 71458 erfasst. | 094 70333 003      | Teilobjekt eines Baudenkmals | Ringlokschuppen mit Drehscheibe                 |

## Ehemalige Kulturdenkmale
Die nachfolgenden Objekte waren ursprünglich ebenfalls denkmalgeschützt oder wurden in der Literatur als Kulturdenkmale geführt. Die Denkmale bestehen heute jedoch nicht mehr, ihre Unterschutzstellung wurde aufgehoben oder sie werden nicht mehr als Denkmale betrachtet.
| Lage                                            | Bezeichnung              | Beschreibung | Erfassungs- nummer | Ausweisungsart | Bild   |
| ----------------------------------------------- | ------------------------ | --- | ------------------ | -------------- | ------ |
| Industriestraße 5, 6 (Karte)                    | Fabrik                   | Fabrik, wird zumindest seit 2009 nicht mehr als Denkmal geführt | 094 70904          |                | Fabrik |
| Nonnenwerder 8, Ecke Zwischenwerkstraße (Karte) | Tanklager mit Pumpenhaus | Das ehemalige Tanklager mit Pumpenhaus wurde für die Deutsch-Amerikanische Petroleumgesellschaft im Jahre 1911 erbaut. Hier wurde Benzin gelagert. Es sind eingeschossige Ziegelbauten. Das Lager wird zumindest seit 2015 nicht mehr als Denkmal geführt | 094 71120          | Baudenkmal     | BW     |
| Saalestraße 60, Ecke Klosterkamp (Karte)        | Fabrik                   | Fabrik, wird zumindest seit 2009 nicht mehr als Denkmal geführt | 094 70912          |                | BW     |

## Legende
In den Spalten befinden sich folgende Informationen:
- Lage: Nennt den Straßennamen und wenn vorhanden die Hausnummer des Kulturdenkmals. Die Grundsortierung der Liste erfolgt nach dieser Adresse. Der Link „Karte“ führt zu verschiedenen Kartendarstellungen und nennt die geographischen Koordinaten.
Link zu einem Kartenansichtstool, um Koordinaten zu setzen. In der Kartenansicht sind Baudenkmale ohne Koordinaten mit einem roten bzw. orangen Marker dargestellt und können in der Karte gesetzt werden. Baudenkmale ohne Bild sind mit einem blauen bzw. roten Marker gekennzeichnet, Baudenkmale mit Bild mit einem grünen bzw. orangen Marker.
- Offizielle Bezeichnung: Nennt den Namen, die Bezeichnung oder zumindest die Art des Kulturdenkmals und verlinkt, soweit vorhanden, auf den Artikel zum Objekt.
- Beschreibung: Nennt bauliche und geschichtliche Einzelheiten des Kulturdenkmals, vorzugsweise die Denkmaleigenschaften.
- Erfassungsnummer: Für jedes Kulturdenkmal wird in Sachsen-Anhalt eine 20stellige Erfassungsnummer vergeben. Die letzten zwölf Ziffern werden für die Untergliederung nach Teilobjekten genutzt und werden nur angegeben, soweit vergeben. In dieser Spalte kann sich folgendes Icon  befinden, dies führt zu Angaben zu diesem Baudenkmal bei Wikidata.
- Ausweisungsart: Die Einordnung des Denkmales nach § 2 Abs. 2 DenkmSchG LSA
- Bild: Ein Bild des Denkmales, und gegebenenfalls einen Link zu weiteren Fotos des Kulturdenkmals im Medienarchiv Wikimedia Commons. Wenn man auf das Kamerasymbol klickt, können Fotos zu Kulturdenkmalen aus dieser Liste hochgeladen werden: